# ミシェル・クラーメル
ミヒール・クラーメル（Michiel Kramer，1988年12月3日 - ）は、オランダ・南ホラント州ロッテルダム出身のサッカー選手。ポジションはフォワード。エールディヴィジ・RKCヴァールヴァイク所属。

## 経歴

### NACブレダ
クセルクセスDZB、SBVエクセルシオール、NACブレダでユース時代を過ごし、2008年11月30日にヘット・カステールでのスパルタ・ロッテルダム戦でデビュー。しかし2009年6月30日にNACとの契約は延長されずに終了した。

### FCフォレンダム
2009年7月5日、FCフォレンダムと2年契約を結んだ。2009年12月4日のFCエメン戦ではプロサッカーでの初ゴールを決めるだけでなく、エヒテ・ハットトリック（45分ハーフでチームメイトのゴールを挟まないハットトリックのオランダでの呼称）を達成。さらにこれはエールステ・ディヴィジでの史上最速でのハットトリックでもあった。
フォレンダムで最後にプレーした2012-13シーズンでは22得点を記録。このシーズンのフォレンダムは最終日でリーグタイトルを逃し、POでも昇格が果たせなかった。

### ADOデン・ハーグ
2013年3月29日、ADOデン・ハーグと3年契約を結んだ。2年連続エールディヴィジ残留を果たし、2年目のシーズンにはリーグの得点ランキングで3位の17ゴールを挙げた。監督のヘンク・フレーサーはこのシーズン前半にしばしば「クラーメルはフェイエノールトで成功できる」と得点力不足に苦しむ自身の古巣に推薦している。
2015年7月にバニーヤースSCとの契約に合意した。クラーメルは「金銭的に無視できないほど魅力のあるオファー」と認めている。実際にアラブ首長国連邦に飛んで1年の延長オプション付きの3年契約を結び、ADOデン・ハーグは移籍金約150万ユーロを受け取るはずだったが、その支払期限の1週間以内に支払いが行われなかった。ADOは再び交渉の席に就こうとしたが、結局この移籍は消滅した。

### フェイエノールト
2015年夏の移籍市場で当初クラーメルに関心を見せていなかったフェイエノールトが7月末に突然動きを見せ、クラブ間交渉の末に2015年8月8日にフェイエノールトと3年契約で移籍した。8月16日の第2節SCカンブールとのアウェーゲームで後半途中でデビューすると、16分後にチームの先制点となる初ゴールを決め、FOX.nlによってマン・オブ・ザ・マッチに選ばれた。ホームゲームでのゴールに恵まれていなかったが、11月22日のFCトゥウェンテ戦 (5-0) でようやくリーグ戦でのデ・カイプでの初ゴール。11月28日のエクセルシオール戦ではプロキャリア初のハットトリックを達成してFOX.nlによってマン・オブ・ザ・マッチに選ばれた。

## プレースタイル・評価
長身を活かしたヘディングの技術が高いが、ほとんどゴール前から離れずチームのフットボールに加わることが無いため、ボールタッチ数が極端に少なく消えている時間も多い。決してフットボール能力は高くないが、チームメイトへのスペース作りとチームがボールを持っていない時のハードワークは怠らない。

## エピソード
- ロッテルダムで生まれ育ち、子供の頃からデ・カイプのVak Pにシーズンチケットを持つフェイエノールト・サポーターだった。1999年のコールシンゲルにも立ち会っている[6]。
- 率直にモノを言う性格で、しばしば監督と対立を起こしている。[要出典]
- 2015年7月のCL予選SKラピード・ウィーン対アヤックス戦直後にtwitterで『良ポット。見事なタックル。好結果』とツイートし、アヤックスのサポーターから批判を浴びたことで『皮肉を理解しない人に間違った解釈をされたのが残念』とツィートした[7]。

- 2015年夏にはブレントフォードFCの監督に就任したマリヌス・ダイクハイゼン（オランダ語版）もクラーメル獲得を望んでいたが、クラブが統計データ分析から2014-15シーズンの17得点を「ラッキーによるもの」と答えを出した[8]。

## タイトル
フェイエノールト
- KNVBカップ : 2015-16
- エールディヴィジ : 2016-17